# Juxtamusium coudeini
Juxtamusium coudeini is een tweekleppigensoort uit de familie van de Pectinidae. De wetenschappelijke naam van de soort is voor het eerst geldig gepubliceerd in 1903 door Bavay.